# Zottegem
Zottegem è un comune belga di 25 689 abitanti, situato nella provincia fiamminga delle Fiandre Orientali.
È conosciuto soprattutto per Lamoral di Egmont (Castello di Egmont, Museo di Egmont, Cripta di Egmont, Statua di Egmont).
Il palazzo di Leeuwergem e il castello di Breivelde sono altri monumenti in Zottegem.
Il museo archeologico di Velzeke si concentra sulla preistoria e sul periodo gallo-romano.